# Karl Wichard von Breuner
Karl Wichard von Breuner (auch Karl Wichard Anton Graf Breuner von Stübing-Fladnitz; * 1656; † 11. Dezember 1729) war ein Adeliger, Innerösterreichischer Hofkammerpräsident und Landeshauptmann der Steiermark.

## Leben
Karl Wichard entstammte der steirischen Linie des österreichischen Adelsgeschlechts Breuner. Sein Vater Ferdinand Ernst Graf Breuner von Stübing-Fladnitz war kaiserlicher Oberst und Kommandant der Festung Kopreinitz und Landeskriegskommissär der Steiermark, seine Mutter war Katharina Susanna Gräfin Vetter von der Lilie.
Karl Wichard war Kämmerer, wirklicher Geheimer Rat, innerösterreichischer Hofkammerpräsident und von 1715 bis zu seinem Tod Landeshauptmann der Steiermark. Da sein Onkel Karl Gottfried (1619–1675) kinderlos blieb, erbte er von diesem alle Familiengüter.
Karl Wichard war verheiratet mit Maria Cecilia Josepha Gräfin von Dietrichstein, der Ehe entstammen zehn Kinder. Der älteste Sohn Karl Adam Anton war ebenfalls steirischer Landeshauptmann. 